# Apeiba intermedia
Apeiba intermedia là một loài thực vật có hoa thuộc họ Malvaceae theo nghĩa rộng (sensu lato) hoặc thuộc Tiliaceae hoặc Sparrmanniaceae .
Loài này chỉ có ở Suriname.